# Кохб (село)
Кохб (арм. Կողբ) — село, расположенное на северо-востоке Армении, на севере Тавушской области. Разделено на две части рекой Кохб.
Глава сельской общины — Арсен Агабабян.

## География
Расположено на берегу реки Кохб, на высоте 750 м над уровнем моря, в 52 км к северо-востоку от райцентра — города Иджевана, в 4 км от Ноемберяна — административного центра упразднённого в 1995 году Ноемберянского района, к которому относилось село.

## История
Село упоминается в Ашхарацуйце как центр Кохбапорской провинции (Гугарк, Великая Армения).

## Население
Кохб является одним из крупных армянских сёл, его население составляет около 5 тыс. человек.
| Год         | 1831 | 1897 | 1926 | 1939 | 1959 | 1970 | 1979 | 1989 | 2001 | 2004 | 2008 | 2011 | 2023 |
| ----------- | ---- | ---- | ---- | ---- | ---- | ---- | ---- | ---- | ---- | ---- | ---- | ---- | ---- |
| Численность | 592  | 2008 | 2423 | 2970 | 3165 | 4142 | 4421 | 5063 | 4610 | 4436 | 4328 | 4420 | 4598 |

## Инфраструктура и хозяйство
3000 книг из своего личного архива председатель Союза писателей Армении подарил родной школе села. Две средние школы; первая школа носит имя Героя Советского Союза Джагана Караханяна.
В селе расположена воинская часть.
Проводится проектирование восстановления автодороги Кохб-Зикатар и нового автодорожного моста.
Население занимается животноводством и садоводством.

## Культурная жизнь
В селе имеется Дом культуры, работа которого поддерживается усилиями энтузиастов. В 2001 году здесь была открыта художественная студия под руководством художника-модельера Анны Насибян, спонсируемая одним из местных жителей. Директором Дома культуры, Сасуном Мурадяном, окончившим Театральный институт в Ереване, организована театральная студия и кукольный театр. Также, на базе Дома культуры работают спортивная школа и кружок рукоделия.
Здесь же расположен созданный ветераном Великой Отечественной войны Суреном Абовяном историко-этнографический музей, в котором представлены местные археологические и этнографические находки, портреты знаменитых уроженцев села, включая участников трижды орденоносной 89-й Армянской Таманской стрелковой дивизии, а также односельчан, погибших во время войн, репрессий, землетрясения 1988 года, аварии самолёта А-320 Армянских авиалиний в мае 2006 года.
В 1993 году в селе открылась музыкальная школа под руководством выпускника Ереванской консерватории Тиграна Арутюняна. В 2009 году на платной основе на трёх отделениях (фортепианном, духовых и народных инструментов) здесь обучались 140 учеников, функционировал хор из 70 учеников, преподавательский коллектив музыкальной школы состоял из 15 педагогов (трое из них – также выпускники консерватории). За период с 1993 по 2002 год школу закончило 280 человек, многие из которых продолжили обучение в музыкальных училищах городов Дилижан и Степанаван.

## Достопримечательности
В деревне и её окрестностях много древних памятников. В южной части Кохба — церковь «Вардапет» (арм. Վարդապետ) VII века, в 3 км к западу от села в заброшенном средневековом поселении Тварагехци (арм. Տվարագեղցի) находятся развалины одноимённой церкви (VII—XVII вв.), в 4 км к юго-западу — церковь Мшкаванк (арм. Մշկավանք) XII века, в 13 км к юго-западу — крепость II-I тыс. до н. э. и церковь «Кондохаванк» (арм. Կոնդոխավանք), в 3 км к северо-востоку церковь Святого Геворга XIV—XV веков.

## Выдающиеся уроженцы
- Абовян Овик Арамаисович — армянский политический и государственный деятель.
- Агабабян Акоп — детский писатель[8].
- Агабабян Никол — член Союза художников Армении, картины которого выставлялись более чем на 30 персональных экспозициях, в том числе зарубежных (Франция, Германия, Италия, Сирия)[8].
- Агабабян Ашот — писатель и журналист, автор документального романа «Резидент», изданного большим тиражом в Ереване в 2004 году и признанного «Книгой года» (в 2006 г. роман переведён на русский язык); брат Никола Агабабяна[8].
- Ананян Левон Захарович — председатель Союза писателей Армении[8].
- Барсегян Лаврентий — доктор исторических наук, бывший долгое время директором Музея геноцида армян в Ереване[8].
- Караханян Джаган Саркисович — (1918 — 22 декабря 1943), участник Великой Отечественной войны, Герой Советского Союза
- Насибян Николай Егорович (1920—1955) — участник Великой Отечественной войны, кавалер ордена Красной Звезды и ордена освобождения Чехословакии, награждён медалями «За взятие Кёнигсберга» и «За освобождение Праги»; Отличник здравоохранения СССР. Его имя носит Центральная районная больница. В 1965 г. был снят полнометражный художественный фильм «Жил человек», посвящённый памяти Н. Насибяна (в главной роли — Армен Джигарханян).
- Саакян Артавазд Багратович — микрохирург[8], пластический хирург, кандидат медицинских наук, доцент. Руководитель Университетской больницы № 1 ЕрГМУ им. Мх. Гераци, главврач отделения реконструктивной микрохирургии и пластической хирургии.